# José Fernández Alvarado
José Fernández Alvarado (Málaga, 23 de septiembre de 1865-Huelva, 3 de febrero de 1935) fue un pintor español, además de académico y rector de la Academia de Pintura de Huelva y director del Museo Provincial de Bellas Artes de Huelva de 1921 a 1935.

## Biografía
Nace en Málaga en 1865. En 1874, con tan solo nueve años, ingresa en la Academia de Bellas Artes de San Telmo (Málaga), desarrollando sus aficiones artísticas y compaginándolo con sus estudios de bachillerato. Fue discípulo de Antonio Muñoz Degrain y de José Moreno Carbonero.
En 1888 obtiene su primera distinción internacional en la Exposición Vaticana, y sucesivamente Mención Honorífica y medallas de plata en las Exposición Nacional de Bellas Artes de 1892, 1895 y 1897 con su obra Nuevo Peligro. Por su labor cultural, fue nombrado Caballero De la Cruz de la Orden de Alfonso XII y Placa de Honor de segunda clase dentro de las Distinciones de la Cruz Roja. Además, fue presidente de la Comisión de Monumentos de España en Huelva, Director del Museo Provincial de Bellas Artes de Huelva en 1920 y rector de la Academia de Pintura de Huelva desde 1919.

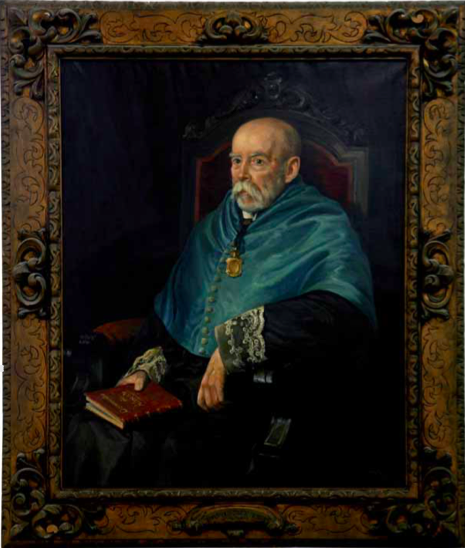
Retrato de Lorenzo Cruz de Fuentes, 1925. Director del Instituto de Educación Superior Rábida de Huelva entre 1911 y 1925

Fue miembro académico de la Escuela de Bellas Artes De San Fernando y profesor de dibujo en el Instituto Nacional de Segunda Enseñanza y Escuela Normal de Magisterio de Huelva. Sus cuadros figuran en colecciones pertenecientes a los Ayuntamiento de Huelva, Úbeda, Málaga y Baeza. Además, existen numerosas obras en la Diputación de Huelva y en colecciones particulares francesas, holandesas y españolas. Dentro de las colecciones españolas con piezas de Fernández Alvarado destacan las de la Infanta Isabel y los exministros Bergamín, Tormo, etc.  
Fernández Alvarado destaca principalmente por ser uno de los exponentes más destacados de  la pintura de marinas en España, a pesar de que cuenta en su repertorio artístico con diversos retratos a personalidades como Diego Salcedo y Antonio López Muñoz, además de los directores del IES La Rabida de Huelva, José Sánchez-Mora Domínguez y Lorenzo Cruz de Fuentes. 
Muere en Huelva, a la edad de 70 años.

## Academia de Pinturma y Museo Provincial de Bellas Artes de Huelva

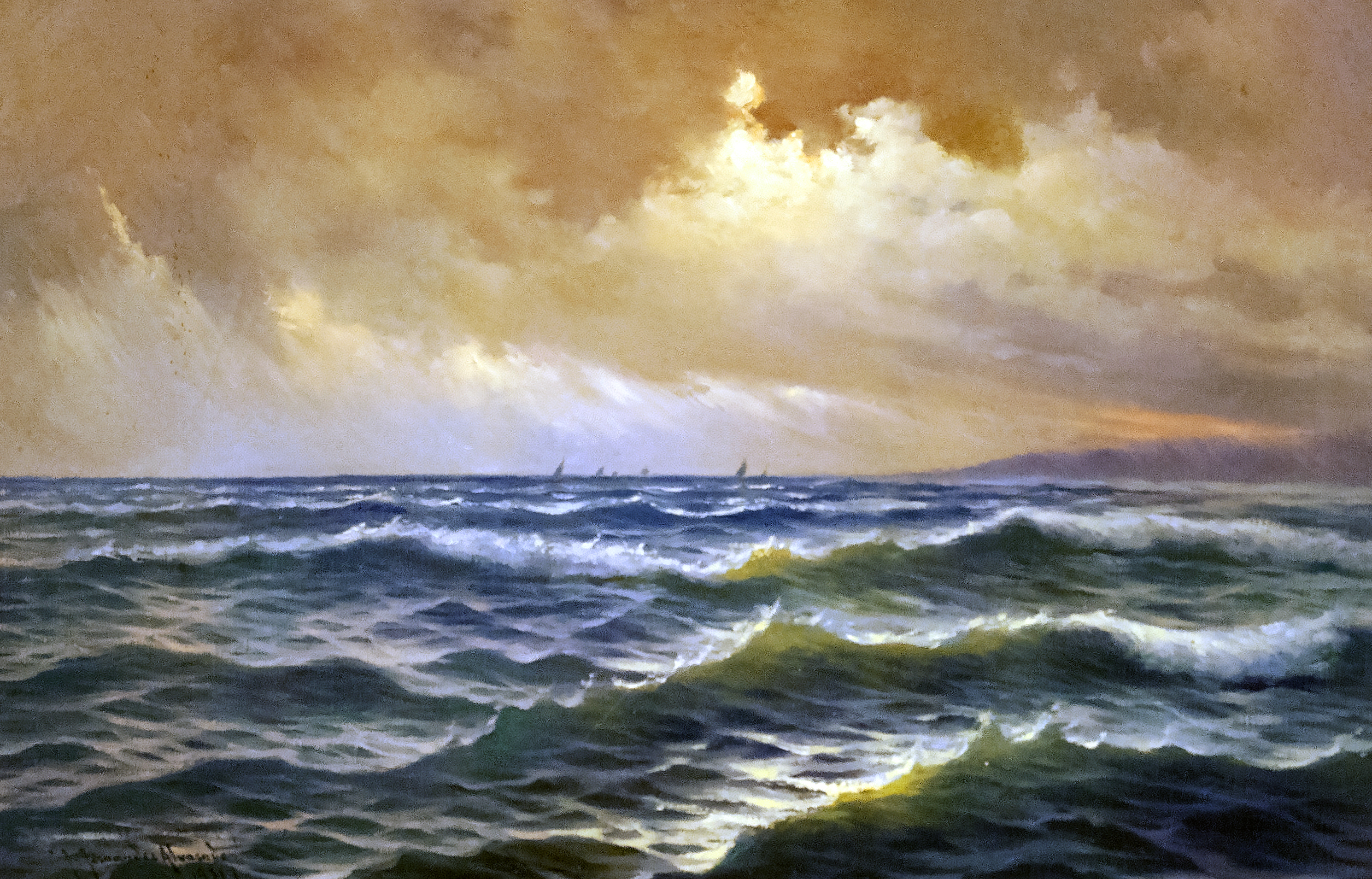
Amainando la tormenta en la costa de Málaga, década de 1931. Pieza expuesta actualmente en el Museo Provincial de Huelva

En la década de 1919, José Fernández Alvarado se traslada a Huelva a ejercer como rector en la Academia de Pintura de la capital onubense, tras la renuncia de su predecesor Eugenio Hermoso, siendo un fuerte motor de formación cultural e intelectual en una ciudad que carecía de lugares y espacios museísticos. Es el 25 de mayo de 1921, tras largos años de gestión y trabajo arduo, cuando el pintor malagueño consigue inaugurar el proyecto que tanto ansiaba, el Museo Provincial de Bellas Artes de Huelva, aunando en el mismo espacio la Academia de Pintura y un espacio expositivo.
La colección expuesta estaba formada por donaciones de diversos intelectuales y aficionados al arte de la capital, los cuales cedieron piezas de artistas como Van Dyck, Murillo o Valdés Leal, muchas de ellas actualmente desaparecidas. Junto a estas obras, la colección se completaba con pinturas de Fernández Alvarado y producciones de autores locales pertenecientes a la Academia y que habían sido becados por el Ayuntamiento y la Diputación Provincial, entre ellos el ejemplar retratista José Martín Estévez o el paisajista Pedro Gómez y Gómez, además de los retratos de Manuel Cruz Fernández y Rafael Cortés Moreno. Muchas de estas piezas residen actualmente a la colección del Museo Provincial de Huelva.
 

La construcción del inmueble es costeada por Eduardo Díaz Franco de Llanos y el arquitecto de la misma, Moisés Serrano. El lugar elegido para la construcción del Museo es la transitada y céntrica calle Castelar de la capital onubense, actual calle Rico. 

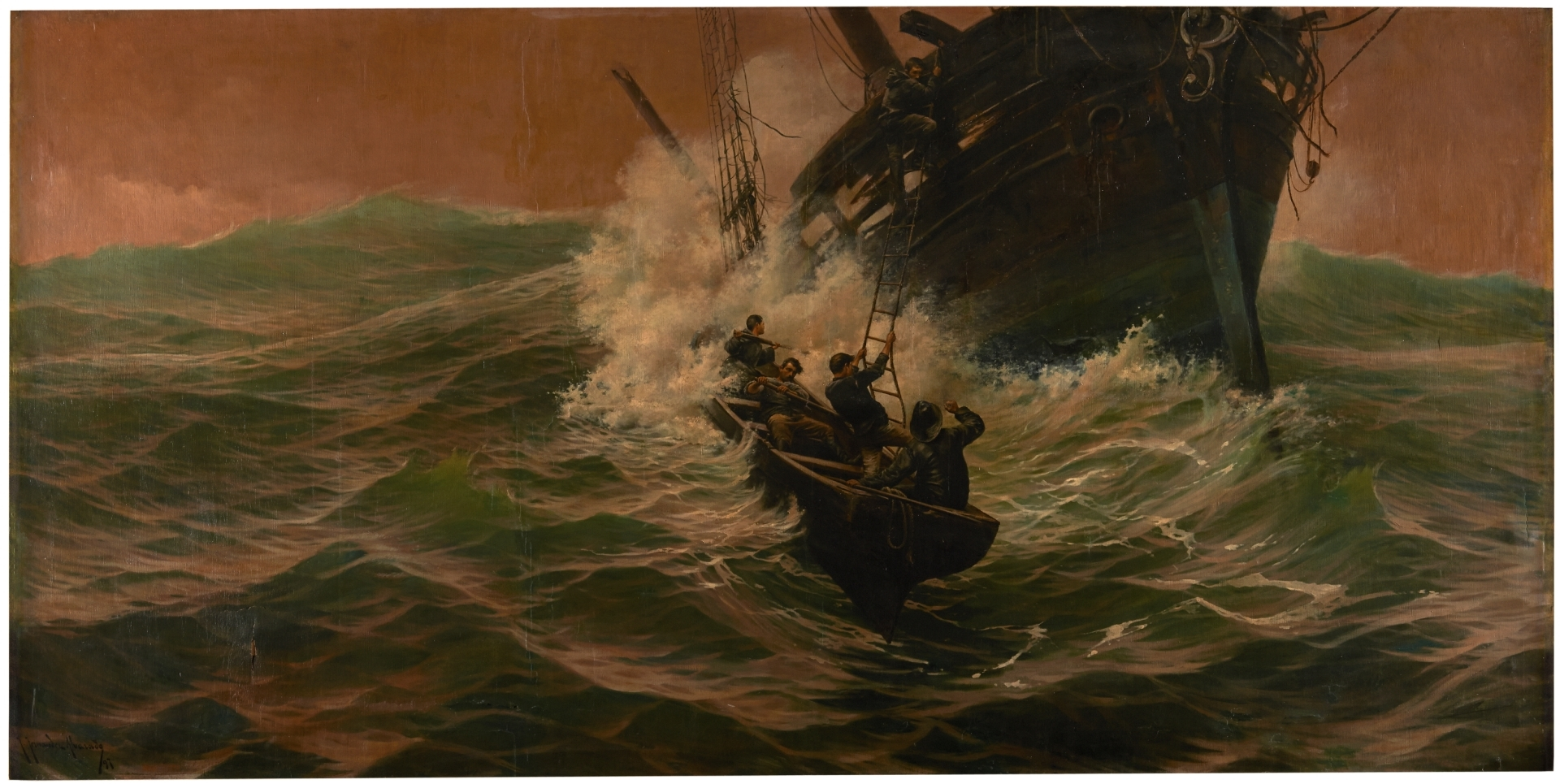
Nuevo peligro, 1898. Obra expuesta en el Museo Del Prado de Madrid

## Obras
- Costas de Málaga (1892) Málaga, paradero actual desconocido. Obra presentada en la Exposición Nacional de Bellas Artes de 1892.
- Sudeste (1895) Museo Del Prado, Madrid.
- Nuevo peligro (1897) Museo Del Prado, Madrid.
- Retrato de José Sánchez-Mora Domínguez (1919) IES Rábida, Huelva.
- Retrato de su Majestad el Rey  Alfonso XIII (1919) expuesto y presente en la desaparecida Academia Provincial de Pintura y Museo de Bellas Artes de Huelva (1921-1935).
- Retrato de Lorenzo Cruz de Fuentes (1925) IES Rábida, Huelva.
- Mar Gruesa (1930) obra ganadora de segunda medalla en la Exposición Nacional de Bellas Artes de 1930
- Amainando la tormenta en la costa de Málaga (1931) Museo Provincial, Huelva.
- ¡Epilogo! (1932).